# Isolato genetico
Un isolato genetico è una popolazione di organismi che presenta una bassa mescolanza genetica con altri organismi della stessa specie. In taluni casi può provocare una speciazione, ma questo non è necessariamente il caso. Gli isolati genetici possono formare nuove specie in diversi modi:
- speciazione allopatrica, in cui due popolazioni della stessa specie sono geograficamente isolate l'una dall'altra da una barriera estrinseca, ed evolvono in un isolato riproduttivo intrinseco;
- speciazione peripatrica, in cui un piccolo gruppo di una popolazione è separato dalla popolazione principale e sperimenta la deriva genetica;
- speciazione parapatrica, in cui le zone di due popolazioni divergenti sono separate, ma si sovrappongono in qualche modo; la separazione parziale è garantita dalla geografia, quindi individui di ciascuna specie possono entrare in contatto di volta in volta, ma la selezione per comportamenti o meccanismi specifici può impedire la riproduzione tra i due gruppi;
- speciazione simpatrica , un metodo controverso di speciazione in cui le specie divergono mentre abitano lo stesso luogo.

Le influenze umane sugli isolati genetici includono l'allevamento limitato di cani. Gli isolati genetici umani più grandi e meno appartati sono popoli come i sardi o anche i finlandesi.